# Braian Samudio
Braian Jose Samudio Segovia (Ciudad del Este, Paraguai -  23 de dezembro de 1995) é um jogador de futebol profissional paraguaio que joga na Liga MX, clube Toluca, e na seleção paraguaia.

## Carreira

### Guarani
Revelado como uma nova contratação para os competidores da Série B do Guarani em 2017,  Samudio se estabeleceu bem no clube, expressando que foi uma conquista muito importante para ele fazer parte do Guarani. Desfrutando do entusiasmo dos torcedores de seu time, o paraguaio marcou 7 gols em 26 partidas da liga pelo Bugre em 2017, que lhe valeu uma mudança para a Turquia.

#### Çaykur Rizespor (empréstimo)
Passando no teste de saúde, Samudio foi oficialmente transferido para o time turco Çaykur Rizespor em 2017 por empréstimo, causando impacto na liga e marcando 6 gols em seus primeiros 10 jogos, o primeiro em 3 -1 vitória sobre Adana Demirspor.
| Estação | Equipe          | Assistências |
| ------- | --------------- | ------------ |
| 2017–18 | Çaykur Rizespor | 6            |
| 2018–19 | Çaykur Rizespor | 3            |